# Салчедо
Салчѐдо (на италиански и на венециански: Salcedo) е село и община в Северна Италия, провинция Виченца, регион Венето. Разположено е на 398 m надморска височина. Населението на общината е 1028 души (към 2015 г.).